# Virma (sjö i Pertunmaa, Södra Savolax)
Virma är en sjö i kommunen Pertunmaa i landskapet Södra Savolax i Finland. Sjön ligger 106,9 meter över havet. Arean är 74 hektar och strandlinjen är 9,5 kilometer lång. Sjön  ingår i Kymmene älvs huvudavrinningsområde.   Den ligger omkring 50 kilometer sydväst om S:t Michel och omkring 160 kilometer nordöst om Helsingfors. 
I sjön finns öarna Nattasaari och Petäjäsaari. 